# Добрчане
Добрчане (алб. Dobërçan) је насеље у општини Гњилане, Косово и Метохија, Република Србија.
Овде се налази Црква Свете Петке у селу Добрчане.

## Становништво
| Демографија | Демографија | Демографија |
| Година      | Становника  | Становника  |
| ----------- | ----------- | ----------- |